# Aba Berdičev

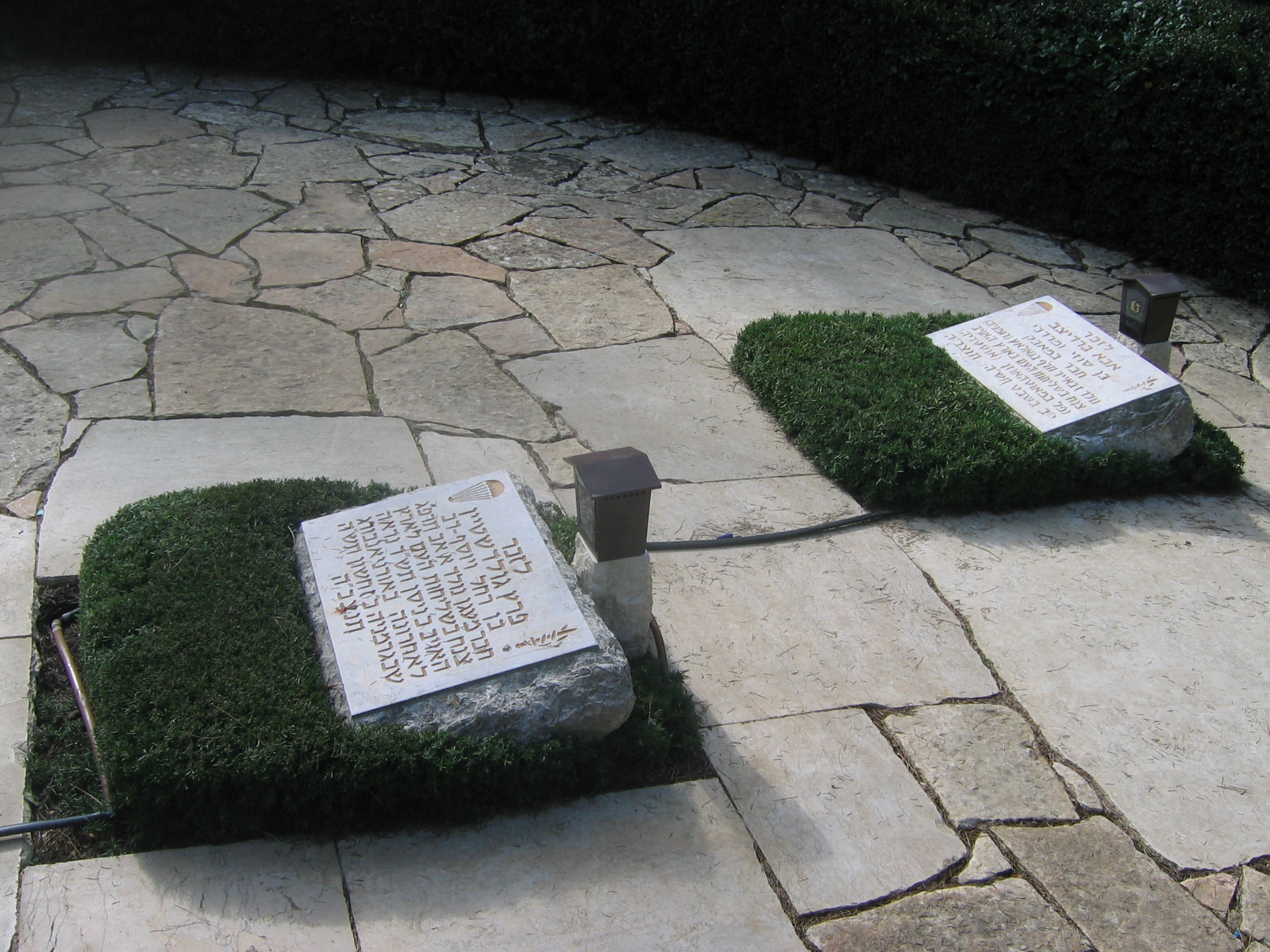
Symbolický náhrobní kámen Berdičeva (vpravo) a Perece Goldsteina na Herzlově hoře v Jeruzalémě

Aba Berdičev (hebrejsky: אבא ברדיצ'ב, žil 25. dubna 1920 – 26. ledna 1945) byl židovský výsadkář a člen výsadku Amsterdam, který se jako účastník protinacistického odboje zúčastnil Slovenského národního povstání (SNP).

## Biografie
Narodil se v rumunském městě Galați do rodiny chasidských židů. Jako mladík byl aktivní ve spolcích sionistické mládeže a v roce 1940 podnikl aliju do britské mandátní Palestiny. Loď Darien 2, na které se plavil, byla před břehy mandátní Palestiny zadržena Brity a Berdičev byl spolu s ostatními pasažéry internován v táboře Atlit poblíž Akka. V listopadu 1943 se přihlásil jako dobrovolník do nově sestavované zvláštní jednotky židovských výsadkářů při Britské armádě, která měla v rámci jednotlivých výsadků proniknout za nepřátelské linie v Evropě.
V březnu 1944 seskočil nad Jugoslávií spolu s Chanou Senešovou a dalšími výsadkáři. Jeho úkolem bylo proniknout do Rumunska, pomoci tamním židům a poskytovat zpravodajské informace Britům. Jelikož se mu však do Rumunska dostat nepodařilo, vrátil se zpět do italského města Bari, kde byla jedna ze základen výsadkářů. Následně se zúčastnil další mise v rámci operace Amsterdam. Na Slovensku se zúčastnil SNP a po jeho potlačení uprchl s ostatními do hor. Po dvou měsících byl dopaden německou armádou.
V prosinci 1944 byl společně s dalšími zajatci převezen do koncentračního tábora Mauthausen, kde byl vyslýchán, krutě mučen a nakonec 26. ledna 1945 popraven. Jeho ostatky nebyly nikdy nalezeny. Na izraelském národním hřbitově na Herzlově hoře v Jeruzalémě má proto v sekci věnované židovským výsadkářům symbolický náhrobek.